# FK 벨레주 모스타르
FK 벨레주 모스타르(FK Velež Mostar)는 모스타르를 연고로 하는 보스니아 헤르체고비나의 축구 클럽이다. 현재는 보스니아 헤르체고비나 프리미어리그에 참가하고 있다. 클럽 이름은 모스타르 인근에 위치한 벨레주 산에서 유래된 것이다.
보스니아 헤르체고비나에서 성공한 축구 클럽 가운데 하나로 꼽히고 있으며 보스니아 헤르체고비나에서 성공한 축구 클럽 가운데 하나이자 헤르체고비나에서 인기 높은 축구 클럽 가운데 하나로 꼽히고 있다. 클럽의 서포터는 보스니아인과 세르비아인, 크로아티아인 서포터로 구성되어 있지만 현재는 보스니아인 서포터가 대부분이다.

## 성적
- 유고슬라비아 1부 리그 준우승

우승 (3): 1973, 1974, 1986
- 유고슬라비아 컵 우승

우승 (2): 1981, 1986

## 선수 명단

### 현역
참고: FIFA 자격 규정에 따라 소속된 국가대표팀 국기를 표시합니다. 선수는 복수의 FIFA 비회원국 국적을 가지고 있을 수 있습니다.
| 번호 | 포지션 | 국적       | 이름              |
| ---- | ------ | ---------- | ----------------- |
| 6    | MF     | 크로아티아 | 디노 할릴로비치   |
| 11   | MF     | 크로아티아 | 미하엘 믈리나리치 |
| 13   | MF     |            | 엘지오 로한       |
| 23   | DF     | 슬로베니아 | 클레멘 슈투름     |
| 25   | GK     | 크로아티아 | 토미슬라프 두카   |

| 번호 | 포지션 | 국적 | 이름 |
| ---- | ------ | ---- | ---- |

## 역대 감독
| 감독                | 임기        |
| ------------------- | ----------- |
| 밀로시 밀루티노비치 | 1980 ~ 1982 |
| 바히드 할릴호지치   | 1990 ~ 1992 |